# Alia
Alia (sicilià Alia) és un municipi italià, dins de la ciutat metropolitana de Palerm. L'any 2007 tenia 4.184 habitants. Limita amb els municipis de Caccamo, Castronovo di Sicilia, Montemaggiore Belsito, Roccapalumba, Sclafani Bagni, Caltavuturo i Valledolmo.

## Administració
| Període | Identitat        | Partit       |
| ------- | ---------------- | ------------ |
| 2007-   | Francesco Todaro | Forza Italia |